# Wybrzeże Kości Słoniowej na Mistrzostwach Świata w Lekkoatletyce 2009
Wybrzeże Kości Słoniowej na Mistrzostwach Świata w Lekkoatletyce 2009 – reprezentacja Wybrzeża Kości Słoniowej podczas czempionatu w Berlinie liczyła tylko 2 zawodników. 

## Występy reprezentantów Wybrzeża Kości Słoniowej

### Mężczyźni
- Bieg na 100 m
  - Ben Youssef Meité z czasem 10,41 zajął 37. miejsce w eliminacjach i nie awansował do kolejnej rundy

- Bieg na 200 m
  - Ben Youssef Meité z czasem 20,78 zajął 20. miejsce w ćwierćfinale i nie awansował do kolejnej rundy

### Kobiety
- Rzut dyskiem
  - Kazai Suzanne Kragbé wynikiem 53,84 ustanowiła rekord kraju i zajmując 35. miejsce w eliminacjach nie awansowała do finału